# Danell Leyva
Danell Johan Leyva Gonzalez (* 30. Oktober 1991 in Cárdenas, Kuba) ist ein US-amerikanischer Geräteturner kubanischer Herkunft. Sein bisher größter Erfolg war 2011 der Gewinn des Weltmeistertitels am Barren. Bei einer Körpergröße von 1,70 Meter beträgt sein Wettkampfgewicht 72 Kilogramm.

## Leben

### Kindheit und Ausbildung
Danell Leyva wurde als Sohn der unverheirateten María González und Johan Leyva in Kuba geboren. Seine Mutter war ebenfalls Geräteturnerin. Maria Gonzalez hatte in ihrer Jugend die nationale kubanische Turnakademie absolviert und als Athletin dem Nationalkader angehört. Später war sie als Jugendtrainerin für den kubanischen Verband in Havanna tätig. Leyvas Vater lebt heute getrennt von der Familie in Spanien. Obwohl er mit seinem leiblichen Vater in Kontakt steht, hat er ihn bisher nie persönlich getroffen. Ebenfalls hat er noch nie sein Heimatland Kuba besucht.
Leyva wuchs mit einer älteren Schwester auf, die eigenen Angaben zufolge bei einer spanischen Fernsehshow mitarbeitet. Im Alter von fünf Monaten begann er unter schweren Atemproblemen zu leiden. Er litt unter Allergien und Asthma und musste alle paar Wochen im Krankenhaus behandelt werden. Aufgrund seines Gesundheitszustands und der unzureichenden medizinischen Behandlung in Kuba entschloss sich seine Mutter 1993 mit den Kindern das Land zu verlassen, während der leibliche Vater Leyvas in Kuba blieb. Bei einem Aufenthalt in Peru geflüchtet, reiste die respektierte Trainerin mehrere Monate lang mit ihren Kindern durch  Venezuela, Ecuador und Nicaragua. Schließlich gelang es der Familie in die Vereinigten Staaten überzusiedeln, wo Leyvas Großvater mütterlicherseits nach Miami geflüchtet war. In Miami traf Leyvas Mutter den früheren Turnkollegen Yin Alvarez aus der Zeit bei der kubanischen Turnakademie wieder, der 1992 bei einem Aufenthalt in Mexiko eigenen Angaben zufolge über den Rio Grande in die USA geflüchtet war und sich dort ab 1995 eine neue Existenz als Betreiber einer Gymnastikhalle aufbaute. Das Paar heiratete im Jahr 2001 und zog Leyva gemeinsam groß, der bis zu seinem zwölften Lebensjahr medikamentös behandelt werden musste.
Die Mutter erkannte das Talent ihres Sohnes anfänglich nicht, den sie in seiner Kindheit rückblickend als unkoordiniert und übergewichtig beschrieb („Er hatte Plattfüße, zu lange Arme, Atemprobleme. Er verstand nicht, wie man springen konnte und sah komisch aus, wenn er rannte.“). Dennoch durfte Leyva im Alter zwischen vier und fünf Jahren mit Turnunterricht beginnen, nachdem er Videoaufnahmen von Mutter und Stiefvater gesehen hatte. Gefördert wurde er vor allem vom Stiefvater Yin Alvarez. Nachdem Leyva regelmäßig dem Training nachging, nahm seine Mutter ihn als Erstklässler von der Schule und arrangierte Privatunterricht, damit er mehr Zeit beim Turnunterricht mit den fortgeschrittenen Schülern verbringen konnte.

### Aufstieg in die Weltspitze
Leyva wird noch heute von seinem Stiefvater Yin Alverez trainiert, der den Sportklub Universal Gymnastic in Homestead, im Süden Miamis, führt. Im Juniorenbereich startete Leyva erstmals im Jahr 2006 beim Winter Cup in Las Vegas. Im selben Jahr gewann Leyva bei den US-amerikanischen Jugendmeisterschaften in Saint Paul (Minnesota) den Mehrkampf, das Bodenturnen und die Reck-Konkurrenz sowie eine Silbermedaille am Barren. Bei den Titelkämpfen ein Jahr später in Oklahoma City konnte er die Titel im Mehrkampf und am Reck verteidigten und gewann die Übung am Barren.
Nachdem es Leyva 2008 nicht gelungen war sich für den US-amerikanischen Turnkader bei den Olympischen Sommerspielen 2008 in Peking zu qualifizieren, gewann er 2009 die Barrenkonkurrenz beim Winter Cup, den US-Meistertitel am Reck bei den Senioren und wurde im selben Jahr in die nationale US-amerikanische Seniorenmannschaft berufen. International trat Leyva bei den Senioren im selben Jahr beim Weltcup in Montreal in Erscheinung, wo er am Reck beim Sieg des Chinesen Zou Kai einen vierten Platz erreichte. Bei den Turn-Weltmeisterschaften 2009 in London gelangte Leyva in das Gerätefinale am Reck, in dem er den vierten Platz belegte. 2010 gewann der Turner den US-Meistertitel am Barren und ging bei den Welttitelkämpfen in Rotterdam mit Ausnahme am Sprung in allen Disziplinen an den Start. Dabei erreichte Leyva erneut das Gerätefinale am Reck, wo er den fünften Platz belegte sowie mit der Mannschaft Platz vier. Im Mehrkampf erreichte er den 18. Platz.
2011 gewann Leyva in Saint Paul (Minnesota) erstmals den US-amerikanischen Mehrkampftitel gegen Jonathan Horton sowie die Wettkämpfe am Barren und Reck. Bei den folgenden Weltmeisterschaften in Tokio trat er erneut in sieben von acht Disziplinen an, den Sprung ausgenommen. Mit Bronze im Mannschaftswettbewerb gewann er seine erste WM-Medaille, während er im Mehrkampf nach Platz drei in der Qualifikation nur den 24. und damit letzten Platz im Finale belegte. Leyva hatte im Mehrkampffinale eine niedrige Wertung am Sprung erhalten. Am Reck, dem letzten Gerät der Konkurrenz, war er beim Flugelement Liukin mit dem Kinn auf die Reckstange geprallt und vom Gerät abgestürzt. Leicht desorientiert musste er von seinem Trainer Yin Alverez von der Matte geführt werden. Der bisherige Höhepunkt in Leyvas Karriere folgte einige Tage später mit dem Gerätefinale am Barren, in dem er mit 19 Jahren der jüngste Teilnehmer war. Mit 15.633 Punkten wurde er Weltmeister vor dem Griechen Vasileios Tsolakidis und dem Chinesen Zhang Chenglong (beide jeweils 15.533 Punkte). Er holte damit die erste Goldmedaille bei Weltmeisterschaften für die USA seit den Siegen Paul Hamms 2003 im Mehrkampf und am Boden.
2012 verteidigte Leyva in San José (Kalifornien) die US-Meistertitel am Barren und Reck, während er im Mehrkampf von John Orozco auf Platz zwei verwiesen wurde. Bei der Qualifikation für die Olympischen Sommerspiele 2012 in London siegte er wiederum im Mehrkampf, am Barren und Reck. Bei Olympia verpasste er mit der US-Mannschaft eine Medaille und belegte Platz fünf. Leyva gewann jedoch mit 91.265 Punkten die Mehrkampf-Qualifikation und erreichte das Gerätefinale am Reck. Der Trainer der US-amerikanischen Olympiamannschaft der Herren, Kevin Mazeika, hob vor allem seine Aggressivität hervor, die ihn schon als junger Sportler ausgezeichnet hätte. Im Mehrkampffinale errang Leyva nach unter anderem Bestnoten am Barren und Reck mit 90.698 Punkten die Bronzemedaille hinter dem favorisierten mehrfachen Weltmeister Kōhei Uchimura aus Japan (92.690) und dem Deutschen Marcel Nguyen (91.031). Auch erreichte er das Gerätefinale am Reck, wo er beim Olympiasieg des Niederländers Epke Zonderland (16.533 Punkte) mit einer Wertung von 15.833 den fünften Platz belegte.
Danell Leyva lebt in Miami, Florida. Er zählt das Reck, den Barren und den Boden zu seinen Lieblingsgeräten. Als Hobbys nennt Leyva, der Spanisch spricht, unter anderem das Spielen von Musik, Malen und Zeichnen. Nach seiner Laufbahn als Turner plant er, eine Karriere als Musiker oder Schauspieler einzuschlagen.